# Francisco Gerardo Chávez
Francisco Gerardo Chávez (Trujillo, 10 de octubre de 1855-Lima, 7 de noviembre de 1901) fue un político y escritor peruano. Fue ministro de Justicia e Instrucción en el gobierno de Remigio Morales Bermúdez, de 1890 a 1891.

## Biografía
Hizo sus estudios escolares en su ciudad natal y luego se trasladó a Lima para ingresar a la Universidad de San Marcos. Pero por entonces ocurrió la ocupación de Lima por las tropas chilenas y ante las dificultades que esto suponía, abandonó la capital. Llegó a Cajamarca donde ofreció sus servicios al contralmirante Lizardo Montero. Este le hizo su secretario privado y oficial mayor ministerial.
Siguió a Montero a Huaraz y luego a Arequipa, donde fue diputado por la provincia de Pomabamba al Congreso que se reunió en dicha ciudad de 28 de abril a 20 de julio de 1883. Celebrada la paz con Chile, regresó a Lima y continuó sus estudios universitarios hasta recibirse de abogado en 1887.
En 1886 fue elegido diputado suplente por Pomabamba, incorporándose a la legislatura de 1889. Fue reelegido en 1892. Al empezar el gobierno de Remigio Morales Bermúdez fue convocado por el primer ministro Mariano Nicolás Valcárcel para que formara parte del gabinete ministerial, haciéndose cargo del despacho de Justicia e Instrucción (10 de agosto de 1890). Al producirse la renuncia de Valcárcel el 24 de julio de 1891, asumió interinamente el despacho de Gobierno. Siguió formando parte del gabinete, presidido por esta vez por Federico Herrera, pero pocos días después le acompañó en su renuncia, el 24 de agosto de 1891. Al año siguiente fue acreditado como ministro plenipotenciario en Bolivia, cargo en el que se mantuvo hasta 1894.
En 1895 se graduó de doctor en Jurisprudencia en la Universidad de San Marcos. Allí ejerció la cátedra de Derecho Civil, hasta su fallecimiento.

## Obra literaria
Cultivó la poesía. Sus composiciones aparecieron en diversas publicaciones, como La Revista Social (1885-1887), El Perú Ilustrado (1887-1889) y La Ilustración Americana (1891).
También dio al estreno dos obras dramáticas:
- Ingratitud y sanción.
- El primer triunfo del Huáscar.